# سیارک ۱۲۰۹۱
سیارک ۱۲۰۹۱ (به انگلیسی: 12091 Jesmalmquist، نامگذاری:1998HS96) دوازده هزار و نود و یکمین سیارک کشف شده‌است که در ۲۱ آوریل ۱۹۹۸ کشف شد.
قدر مطلق سیارک برابر ۱۷.۸ است.